# No te quiero nada (2015)
No te quiero nada è un singolo del gruppo musicale statunitense Ha*Ash, pubblicato il 30 settembre 2015 come quarto singolo dal primo album dal vivo Primera fila: Hecho realidad.
Il singolo ha visto la collaborazione del cantante Axel.
Il brano in versione non dal vivo era già uscito come singolo, No te quiero nada, nel 2008.

## Video musicale
Il video è stato girato sotto forma di esibizione dal vivo, con Ha*Ash e Axel che inizia a cantare con la sua band. Il video è stato girato a Lake Charles e diretto da Nahuel Lerena. È stato pubblicato su YouTube il 1 maggio 2015. Il video ha raggiunto 48 milioni di visualizzazioni su Vevo.

## Formazione
- Ashley Grace – voce, chitarra
- Hanna Nicole – voce, chitarra
- Áureo Baqueiro – composizione
- Jules Ramllano  – Registrazione
- George Noriega – produzione
- Tim Mitchell – produzione

## Classifiche
| Classifica (2015)               | Posizione massima |
| ------------------------------- | ----------------- |
| Messico (Monitor Latino)        | 1                 |
| Messico (Monitor Latino Top 20) | 1                 |